# Shelby megye (Kentucky)
Shelby megye az Amerikai Egyesült Államokban, azon belül Kentucky államban található. Megyeszékhelye és legnagyobb városa Shelbyville. Lakosainak száma 48 065 fő (2020. április 1.). Shelby megye Henry, Franklin, Anderson, Spencer, Jefferson és Oldham megyékkel határos.

## Népesség
A megye népességének változása:
| Lakosok száma | 42 274 | 42 884 | 43 604 | 44 216 | 45 632 | 48 065 |
|               | 2010   | 2011   | 2012   | 2013   | 2015   | 2020   |